# John Thomson (football)
Pour les articles homonymes, voir John Thomson et Thomson.
John Thomson (28 janvier 1909 – 5 septembre 1931) est ancien footballeur écossais qui évolua au Celtic FC au poste de gardien au cours des années 1930. Il décéda dans un choc avec Sam English, joueur du Rangers FC, lors d'un Old Firm en 1931. Il fait partie du Scottish Football Hall of Fame, depuis 2008, lors de la cinquième session d'intronisation.